# Rue Charles-Martel
La rue Charles-Martel est une voie de la commune française de Nancy, dans le département de Meurthe-et-Moselle, en région Lorraine (Grand Est).

## Situation et accès
Elle débute avenue du Général-Leclerc et se termine rue du Colonel-Grandval

## Origine du nom
Charles Martel, homme d’État et chef militaire franc qui, en tant que duc des Francs et maire du palais, était de facto dirigeant de la Francie, de 718 jusqu'à sa mort, donna le nom à cette rue.
La rue se nommait autrefois clos Olry.

## Bâtiments remarquables et lieux de mémoire
- no 11 maison de César Pain, de type École de Nancy[2] ;
- no 21 immeuble construit en 1907 par l’architecte Louis Déon[3] ;
- no 25 immeuble de l'architecte César Pain avec utilisation de meulière, d'arcs de briques alternées et de macarons de céramique sur la façade[4].